# Edward Deliman
Edward Michael Deliman (ur. 4 marca 1947 w Lorain) – amerykański duchowny rzymskokatolicki, biskup pomocniczy Filadelfii w latach 2016-2022.

## Życiorys
Święcenia kapłańskie otrzymał 19 maja 1973 i został inkardynowany do archidiecezji filadelfijskiej. Pracował przede wszystkim jako duszpasterz parafialny, był jednocześnie m.in. adwokatem i obrońcą węzła w sądzie biskupim, dyrektorem kurialnego wydziału ds. duszpasterstwa młodzieży oraz ojcem duchownym seminarium w Filadelfii.
31 maja 2016 papież Franciszek mianował go biskupem pomocniczym archidiecezji Filadelfia oraz biskupem tytularnym Sufes. Sakry udzielił mu 18 sierpnia 2016 arcybiskup Charles Chaput.
13 maja 2022 papież Franciszek przyjął jego rezygnację z funkcji biskupa pomocniczego archidiecezji Filadelfia.